# Paracrama
Paracrama is een geslacht van vlinders van de familie visstaartjes (Nolidae), uit de onderfamilie Chloephorinae.

## Soorten
- P. dulcissima Walker, 1864